# Actinoptera meigeni
Actinoptera meigeni is een vliegensoort uit de familie van de boorvliegen (Tephritidae). De wetenschappelijke naam van de soort is voor het eerst geldig gepubliceerd in 1927 door Hendel.